# منتخب سيراليون لكرة القدم للسيدات
منتخب سيراليون الوطني لكرة القدم للسيدات (بالإنجليزية: Sierra Leone women's national football team)‏ هو ممثل سيراليون الرسمي في المنافسات الدولية في كرة القدم للسيدات، يديريه اتحاد سيراليون لكرة القدم.